# 栗原彦三郎

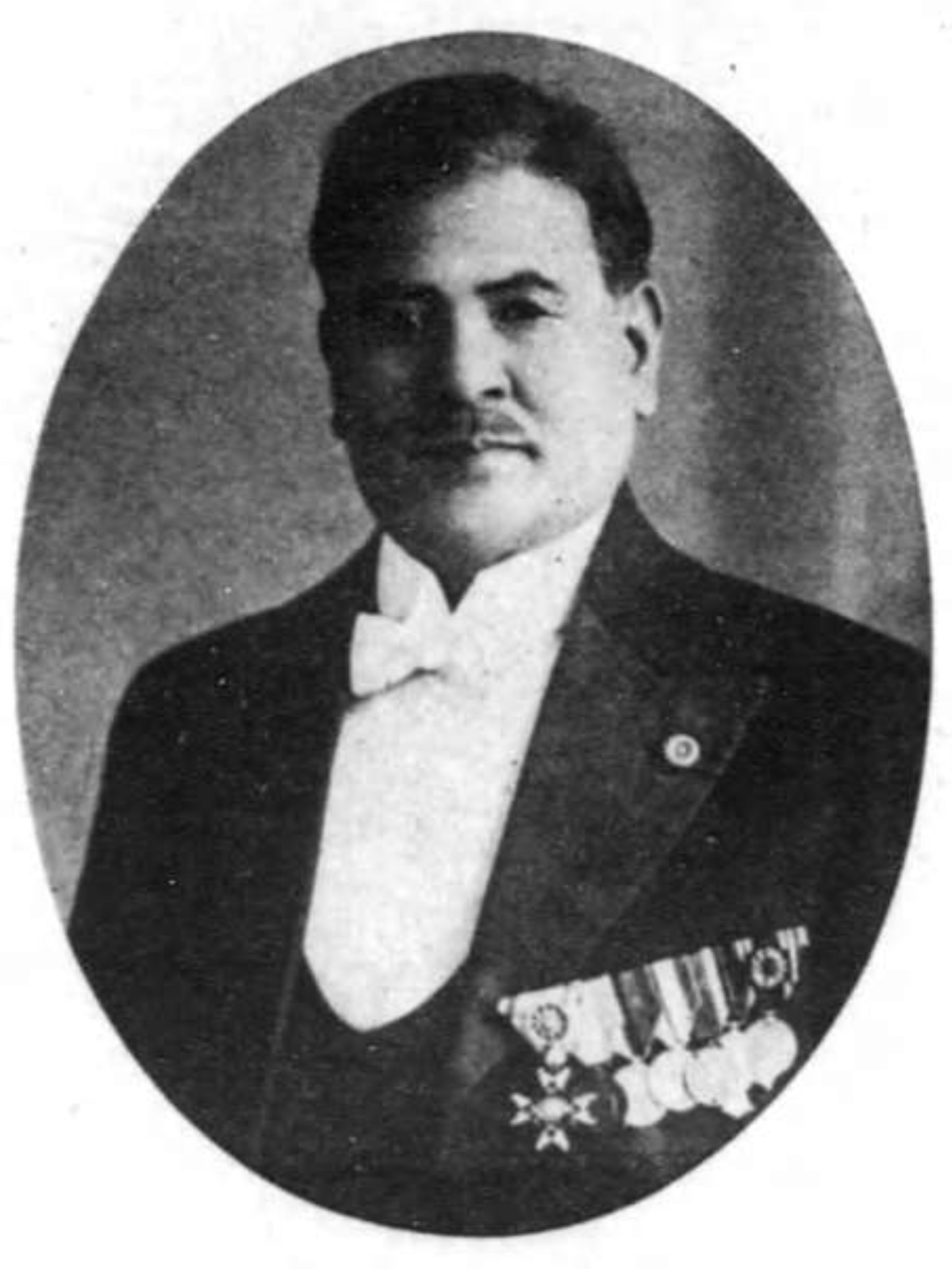
栗原彦三郎（1943年ごろ）

栗原 彦三郎（くりはら ひこさぶろう、1879年（明治12年）3月25日 - 1954年（昭和29年）5月5日）は、明治から昭和前期の雑誌編集者、政治家、刀匠。衆議院議員。号・昭秀、晃南。

## 経歴
栃木県安蘇郡閑馬村（新合村、田沼町を経て現佐野市 閑馬町）で、大百姓・栗原喜蔵の二男として生まれる。田中正造から薫陶を受けた。1891年（明治24年）正造に伴われて上京。青山学院中学部で学び、在学中の1896年（明治29年）12月、津田仙を足尾銅山に案内したり、東京で演説会を開催するなど足尾鉱毒事件の解決に尽力した。その後、早稲田大学、日本大学で学んだ。
1917年（大正6年）中外新論社の経営に参画して社長に就任し、『中外新論』を刊行。反軍縮、英米の思想謀略の排除などの論陣を張った。1926年（大正15年）東京市赤坂区会議員に選出され、1927年（昭和2年）東京市会議員に選ばれた。1928年（昭和3年）2月、第16回衆議院議員総選挙に栃木県第2区から立憲民政党公認で出馬して初当選。その後、1932年（昭和7年）2月、第18回総選挙まで再選され、衆議院議員に連続3期在任した。
また、日本刀の振興に尽力。1935年（昭和10年）『日本刀及日本趣味』を創刊して1945年（昭和20年）3月まで刊行したほか、1926年、東京市赤坂区赤坂氷川町（現東京都港区赤坂六丁目）の旧勝海舟邸跡に日本刀鍛錬伝習所を設立。政界引退後に大日本刀匠協会を設立して理事長に就任した。太平洋戦争末期、神奈川県座間の陸軍用地に日本刀学院を開設して刀工の養成を行った。
戦後、郷里の田沼町で日本刀の復興に尽くし、日本刃物工芸協会を設立。1952年（昭和27年）通商産業省から各国元首に寄贈する講和記念刀300口の製作許可を実現して、全国の刀匠に製作させたが、栗原の死去により寄贈は実現しなかった。

## 著作
- 『あらきのまゝ』中外新論社、1926年。
- 述『北支の眞相を談る』栗原彦三郎、1935年。
- 『従軍雑詠』中外新論社、1935年。
- 『出流山尊王義軍』鍾美堂、1943年。
- 編著『田中正造自叙伝』中外新論社、1926年。

## 作品
栗原が製作した日本刀のうち、以下の6口は栃木県指定有形文化財に指定されている。
- 太刀 銘「（表）頭山満燁之 （裏）昭和八年十一月吉日下野住人栗原彦三郎昭秀鍛之」 - 1973年（昭和48年）1月30日指定[10]
- 刀 銘「（表）勲四等栗原彦三郎昭秀謹作 （裏）昭和一七年八月吉日越後国昭忠彫之」 - 1977年（昭和52年）9月13日指定[11]
- 太刀 銘「（表）於相武台下歓喜入道昭秀作之 （裏）昭和十八年八月吉日」 - 1977年（昭和52年）9月13日指定[12]
- 太刀 銘「栗原昭秀謹作之」 - 1982年（昭和57年）6月25日指定[13]
- 太刀 銘「栗原昭秀作」 - 1982年（昭和57年）6月25日指定[14]
- 刀 銘「（表）栗原彦三郎昭秀造之 （裏）昭和八年十二月吉日以満州本渓湖産海綿鉄」 - 1999年（平成11年）1月18日指定[15]

## 伝記
- 『栗原彦三郎昭秀全記録 日本刀を二度蘇らせた男』栗原彦三郎伝記刊行会、2000年。